# Jean de Brunhoff
Jean de Brunhoff (ur. 9 grudnia 1899, zm. 16 października 1937) – francuski autor literatury dziecięcej i ilustrator.
Spisał i zilustrował w siedmiu książkach historię słonia Babara, którą jego żona Cécile opowiadała ustnie ich synowi. Zmarł w wieku 37 lat na gruźlicę. Został pochowany na paryskim cmentarzu Père-Lachaise. Po jego śmierci prawa do publikacji serii wykupiła Hachette. Kontynuował ją jego syn Laurent de Brunhoff (1925-2024). Książki z tej serii zostały sprzedane w milionach egzemplarzy na całym świecie.

## Dzieła
- Histoire de Babar, 1931
- Le Voyage de Babar, 1932
- Le Roi Babar, 1933
- Les Vacances de Zéphir, 1936
- A.B.C. de Babar, 1936
- Babar en famille, 1938
- Babar et le Père Noël, 1941